# 프란츠 젤테

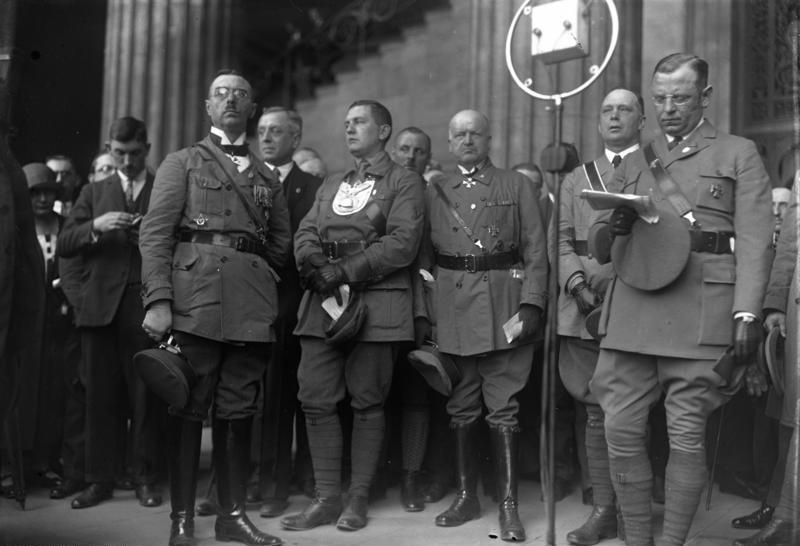
1928년 사진 오른쪽 마이크 앞에서 연설중인 프란츠 젤테

프란츠 젤테(Franz Seldte, 1882년 6월 29일 ~ 1947년 4월 1일)는 제1차 세계 대전의 참전자들로 구성되었던 우익 준군사 조직 전선병사연맹 철모단(Stahlhelm, Bund der Frontsoldaten)의 공동 창설자이다. 나치당의 정치인으로서, 히틀러 내각에서 노동부 장관을 지내기도 하였다.

## 생애
젤테는 마그데부르크 출신으로, 그의 아버지는 탄산수와 화약 약품을 생산하는 공장을 경영하고 있던 실업가였다. 그는 빌헬름라베슐레 고등학교 (Wilhelm-Raabe-Schule)를 졸업한 뒤, 판매원으로 일하면서 브라운슈바이크 공과 대학교 (Braunschweig University of Technology) 와 그라이프스발트 대학교 (University of Greifswald)에서 화학을 공부하였다. 대학을 졸업한 후에는 아버지의 일을 이어받았다.
제1차 세계 대전에서는 독일군의 장교로 참전했지만 부상을 당하고 왼팔을 잃었으며, 1급 철십자 훈장과 2급 철십자 훈장을 받고, 대위로 승진하였다. 독일에서 11월의 독일 혁명으로 국가가 혼란에 빠진 틈을 타, 1918년 12월 25일, 젤테는 퇴역 군인들을 중심으로 하는 철모단 (Stahlhelm, Bund der Frontsoldaten) 을 결성해 지도자가 되었다. 그러나 나중에는 테오도어 뒤슈터베르크 (Theodor Duesterberg)와 함께 공동 지도자가 되었다. 젤테는 독일 인민당 (Deutsche Volkspartei)의 당원이 되어, 마그데부르크 시회의의 구성원으로도 있었다.
반민주주의, 반공화제의 기치를 표방하는 철모단은 보수적인 퇴역 군인들로부터 강한 지지를 모아, 독일 최대의 준군사 조직으로 성장하였다. 1931년에는 아돌프 히틀러의 나치당, 알프레트 후겐베르크의 독일국가인민당, 그 외 보수·우익 세력들과 함께 '하르츠부르크 전선' (Harzburger Front) 을 조직하여 하인리히 브뤼닝 내각을 공격하였다.
1932년 독일 대통령 선거에서 철모단과 국가 인민당은 뒤슈터베르크를 통일 후보로 세웠지만 참패하였고, 젤테는 이 해에 히틀러 내각의 노동부 장관에 올랐다. 이후 철모단은 1933년, 나치당의 돌격대 (SA) 에 흡수돼 소멸되었고, 젤테는 돌격대 대장 (SA-Obergruppenführer)이 되었다.
1934년 장검의 밤 사건 당시에 뒤스터베르크가 체포되었지만, 젤테는 제2차 세계 대전에서 나치 독일이 패전할 때까지 노동부 장관의 지위를 보장받았다. 하지만 젤테는 실권이 없는 형식적 관료로, 노동 정책의 실권은 알베르트 슈페어와 프리츠 자우켈이 장악하고 있었다. 1935년에는 히틀러에게 사직 허가를 요청했지만 거부되었고, 반대로 프로이센 정부의 노동상 겸무를 명령받았다.
제2차 세계 대전 이후 미군에게 체포되었으나, 재판에 회부되기 전, 퓌르트 (Fürth) 에 있었던 미군의 군사 병원에서 사망하였다.